# 바디아라어
바디아라어는 기니와 기니비사우, 세네갈 세 나라의 접경인 쿤다라 지방에서 사용되는 니제르콩고어족의 한 언어이다. 비아파다어와 가장 가까워서 두 언어의 어휘의 52%가 유사하다. 이 언어를 사용하는 사람의 대부분은 이슬람교를 믿고, 만딩카어를 쓸 수도 있다. 이 언어를 사용하는 사람 중 약 6,300명 가량이 기니에 거주하며, 4,220명 가량은 기니비사우에, 1,685명 가량은 세네갈에 거주하고 있다.

## 다른 이름
바다라어(Badara), 바디안어(Badian), 바드자라어(Badjara), 바디아랑케어(Badyaranke), 파자데어(Pajade), 파자딩카어(Pajadinka), 골라어(Gola), 비골라어(Bigola)